# Governadores da Gália na República Romana
Esta é uma lista dos governadores da Gália na República Romana. O termo "governador" é utilizado nesta lista para abranger todos os cargos e funções cujo detentor tinha a responsabilidade de administrar uma determinada área geográfica, incluindo magistrados (cônsul, pretor, ditador) e promagistrados (procônsul, propretor), no caso deste artigo, a Gália Cisalpina (o norte da Itália) e a Gália Transalpina (o sul da França, também incorretamente chamada de Gália Narbonense, um termo posterior e reservado para uma província menor com capital em Narbo). O termo romano Gallia também era utilizado nesta época para fazer referência à Gália mais ampla, ainda independente do controle romano e que abrangia o resto da França, a Bélgica e partes da Holanda e da Suíça, geralmente chamado de Gália Comata e incluía regiões também conhecidas como Céltica (Κελτική em Estrabão e outras fontes gregas), Gália Aquitânia, Gália Bélgica e Armórica. Para os romanos, esta Gália ampla era uma entidade vasta e vagamente definida cuja característica principal eram os seus habitantes, os celtas, definidos, por sua vez, por sua cultura distinta e por suas línguas de origem comum.
O termo latino "provincia" originalmente se referia à tarefa a ser realizada por um oficial ou à região geográfica na qual este oficial tinha a responsabilidade de atuar e autoridade (em latim: imperium) para fazê-lo. O segundo caso era o padrão, mas entre os exemplos do primeiro estão a Guerra de Pompeu contra os piratas e a Cura annonae, a responsabilidade pelo suprimento de cereais de Roma, duas "provinciae" sem uma fronteira geográfica definida. Um outro ponto importante é que uma "provincia" definida geograficamente nem sempre implicava na anexação deste território ao território da República, como foi o caso do comando de Júlio César sobre a Gália na década de 50. Este tipo de administração provincial ocorria geralmente depois de uma guerra e só depois que a região era pacificada que uma província formal era criada, geralmente para ser governada por um promagistrado.

## Primeiras guerras republicanas contra os gauleses
As relações romano-celtas começaram durante um período de expansionismo gaulês para a península Itálica, especialmente com a captura de Roma pelos gauleses sênones em 387 a.C. (ou 390 a.C.) e o suspeito e afortunado resgate da cidade por Marco Fúrio Camilo depois que os romanos já tinham se rendido. Nos duzentos anos seguintes, os gauleses aparecem nas fontes romanas como aliados dos etruscos e samnitas contra Roma e também como invasores. As batalhas ocorriam em território romano e no etrusco, geralmente com a participação das tribos itálicas que mais tarde seria aliadas de Roma ("sócios"), por vontade própria ou obrigadas a lutar. A captura pelos romanos da fortaleza sênone de Senigália, em 283 a.C., levou a um período de quase cinquenta anos de relações pacíficas entre romanos e celtas.
Como os únicos inimigos estrangeiros a terem tomado a cidade de Roma, os gauleses representavam a "ameaça celta" que assombrou a imaginação romana por mais de trezentos anos, especialmente no século III. Cícero conseguiu difamar Catilina em 63 a.C. acusando-o de conspirar para derrubar o governo romano em aliança com os gauleses. O medo e o temor de uma inferioridade militar engendrada pelos gauleses depois do saque de Roma marcou para sempre a "política externa" e na mitologia romana como uma missão sem fim para assegurar uma crescente periferia para proteger a capital. Em sua guerra contra os gauleses e na invasão da Britânia, César, como procônsul, se apresentava como resolvendo uma antiga rixa que os romanos estavam dispostos a levar, literalmente, até o fim do mundo.

### Ditadores e a Itália celta
A tabela seguinte mostra os primeiros comandantes militares republicanos na guerra contra os gauleses na península Itálica. Estes homens recebiam o imperium como cônsul e pretores, os mais altos cargos eletivos da magistratura romana, e também por ditadores. 
| Ano               | Nome                                  | Cargo          | Nota |
| ----------------- | ------------------------------------- | -------------- | --- |
| 390 (ou 387) a.C. | Marco Fúrio Camilo                    | ditador        | Versões contraditórias existem sobre o saque de Roma pelos gauleses; em uma delas, Camilo consegue a vitória no último instante e celebra um triunfo; em outra, o triunfo é bloqueado pelos tribunos da plebe. |
| 367 a.C.          | Marco Fúrio Camilo                    | ditador        | Novamente triunfou sobre os gauleses que haviam chegaram até o rio Ânio, no Lácio. |
| 361 a.C.          | Tito Quíncio Peno Capitolino Crispino | ditador        | Celebrou um triunfo sobre os gauleses por uma batalha perto do rio Ânio, famosa pelo episódio no qual Tito Mânlio Torquato recebeu seu cognome em combate singular.                                            |
| 360 a.C.          | Quinto Servílio Aala                  | ditador        | Derrotou as forças gaulesas perto da Porta Colina. |
| 360 a.C.          | Caio Petélio Libo Visolo              | cônsul         | Deu seguimento à vitória de Aala com uma outra em Tibur, que havia se aliado aos gauleses, e celebrou um triunfo.                                                                                              |
| 359 a.C.          | Caio Sulpício Pético                  | ditador        | Triunfou sobre os gauleses, que haviam chegado até Preneste e Pedum. |
| 349 a.C.          | Lúcio Fúrio Camilo                    | cônsul         | Vencedor contra os gauleses no Lácio; nesta ocasião, Marco Valério Corvo recebeu seu cognome ao derrotar um gaulês em combate com a ajuda de um corvo.                                                         |
| 332 a.C.          | Marco Papírio Crasso                  | ditador        | Nomeado ditador pelo temor de uma invasão gaulesa que não ocorreu. |
| 295 a.C.          | Quinto Fábio Máximo Ruliano           | cônsul         | Co-comandante na Batalha de Sentino contra uma força de samnitas, gauleses e etruscos; com a morte de seu colega cônsul, triunfou com esta vitória.                                                            |
| 295 a.C.          | Públio Décio Mus                      | cônsul         | Co-comandante na Batalha de Sentino contra uma força de samnitas, gauleses e etruscos; realizou o ritual de devotio e sacrificou-se em combate.                                                                |
| 283 a.C.          | Públio Cornélio Dolabela              | cônsul         | Lutou contra os sênones e arrasou seu território; destruiu completamente um exército combinado de gauleses e etruscos na Batalha do Lago Vadimo                                                                |
| 283 a.C.          | Cneu Domício Calvino Máximo           | cônsul         | Derrotou os sênones na Etrúria enquanto Dolabela destruía o território deles; possivelmente celebrou um triunfo                                                                                                |
| 283 a.C.          | Lúcio Cecílio Metelo Denter           | pretor         | Derrotado e morto na Batalha de Arrécio pelos sênones |
| 283 a.C.          | Mânio Cúrio Dentato                   | pretor sufecto | Sucedeu Cecílio Metelo e expulsou os gauleses; uma colônia foi criada na cidade sênone de Senigália no território recém-ocupado, Campo Gálico                                                                  |
| 282 a.C.          | Quinto Emílio Papo                    | cônsul         | Derrotou uma força aliada de etruscos e boios no norte da Itália |

## Gália Transalpina
O termo latino "Gallia Transalpina" à princípio podia se referir de forma ampla à "Gália do outro lado dos Alpes", mas, depois da conquista costa mediterrânea da Gália na década de 120 a.C., ele passou a especificar a província romana formada a partir do território conquistado ("Provincia nostra", que significa "nossa província"; daí o nome moderno da região, Provence). Como o termo "Transalpina" já tinha um histórico de uso neste sentido mais amplo, a nova província com frequência era chamada de "Narbonense", uma referência à sua capital, Narbo. A criação da província transalpina é geralmente datada na época das vitórias militares de Cneu Domício Enobarbo e Quinto Fábio Máximo Alobrógico sobre os arvernos e alóbroges na década de 120 e da refundação de Narbo como uma colônia romana em 118 a.C.. Evidências são raras, porém, de que a Transalpina tenha sido designada como província nos quinze anos seguintes, quando a Guerra Címbria praticamente obrigou os romanos a tomarem uma ação. É possível que não tenha havido nenhuma administração antes das vitórias de Caio Mário em 101 a.C.. O registro dos promagistrados responsáveis pela Transalpina também é fragmentário até a década de 60, com poucas exceções, como o mandato de Caio Valério Flaco entre 85 e 81 a.C., um dos mais longos conhecidos na região.
Durante o período republicano, a Cisalpina e a Transalpina frequentemente foram governadas em conjunto. Júlio César, por exemplo, recebeu o comando de ambas e, nos seus cinco anos de mandato, ele dividiu seu tempo entre campanhas militares na Transalpina e tarefas administrativas na Cisalpina durante os invernos. Um fator importante na obsessão romana para controlar o sul da Gália inicialmente foi o desejo de assegurar uma rota terrestre segura até a península Ibérica ("Hispânia"). A Hispânia Citerior e a Hispânia Ulterior já vinham sendo administradas como províncias desde 197 a.C. como resultado da Segunda Guerra Púnica.
Na tabela seguinte, quando um governador é listado para a Cisalpina apenas, é possível que ele também tenha governado a Transalpina na ausência de um outro oficial conhecido e vice-versa; algumas vezes, a Hispânia Citerior e a Transalpina foram governadas em conjunto. Fatores políticos e militares determinavam se e como estas nomeações provinciais eram combinadas, incluindo mudanças nas alianças entre os governados, considerações estratégicas durante as Guerra Social e as guerras civis, a disponibilidade de administradores e comandantes competentes e, finalmente, a competição para manter o balanço de poder entre a elite romana. Depois da guerra civil da década de 40, "Narbonense" parece ter se estabelecido como termo para designar a província no sul da Gália enquanto "Transalpina" passou a designar os novos territórios conquistados por Júlio César e organizados em províncias mais tarde por Augusto.

### Governadores gálicos entre 125 e 42 a.C.
| Ano                     | Província                          | Nome                               | Notas |
| ----------------------- | ---------------------------------- | ---------------------------------- | --- |
| 125–123 a.C.            | Transalpina                        | Marco Fúlvio Flaco                 | Como cônsul, enviou ajuda a Massília contra os lígures, salúvios e vocôncios; continuou como procônsul em 124 a.C.; no ano seguinte celebrou um triunfo |
| 123–122 a.C.            | Transalpina                        | Caio Sêxtio Calvino                | Procônsul; depois de expulsar os gauleses da costa a leste de Massília, devolveu o território aos massilienses; fundou Água Sêxtia; triunfou sobre os lígures, salúvios e vocôncios |
| 122–120 a.C.            | Transalpina                        | Cneu Domício Enobarbo              | Como cônsul, encerrou a guerra contra os salúvios; enfrentou os arvernos e os alóbroges e continuou como procônsul; celebrou um triunfo sobre os arvernos em 120; começou a construção da Via Domitia |
| 121–120 a.C.            | Transalpina                        | Quinto Fábio Máximo Alobrógico     | como cônsul, se juntou a Domício; derrotou os alóbroges, o que lhe valeu o cognome "Alobrógico"; derrotou os rutenos e os arvernos, capturando o rei Bituito; como procônsul celebrou um triunfo em 120 a.C. sobre os alóbroges e arvernos |
| 116 a.C.                | Cisalpina                          | Lúcio Cecílio Metelo Diademado (?) | possivelmente foi o procônsul na Gália que demarcou as fronteiras entre Patávio e Ateste |
| 115 a.C.                | "Gália"                            | Marco Emílio Escauro               | Celebrou um triunfo sobre os gauleses e lígures |
| 109–108 a.C.            | "Gália"                            | Marco Júnio Silano                 | Em 104 a.C., foi julgado e absolvido por incompetência por sua derrota (como cônsul) para os cimbros na Gália |
| 107 a.C.                | Transalpina                        | Lúcio Cássio Longino               | Como cônsul, avançou a guerra contra os volcos perto de Tolosa, mas foi derrotado e morto pelos tigurinos |
| 106–105 a.C.            | Transalpina                        | Quinto Servílio Cepião             | Como cônsul, atacou os volcos tectósages; em Tolosa, capturou o tesouro sagrado deles, "que desapareceu em circunstâncias suspeitas enquanto era transportado até Massília para ser enviado a Roma"; como procônsul, se recusou a cooperar com Málio (ver o seguinte) e liderou seu exército na desastrosa derrota da Batalha de Aráusio contra os cimbros e seus aliados; processado pelo tribuno da plebe Caio Norbano (provavelmente em 103 a.C.), foi condenado, preso, libertado pelo tribuno Lúcio Regino e seguiu para o exílio em Esmirna |
| 105 a.C.                | Transalpina                        | Cneu Málio Máximo                  | Por falta de cooperação com Cepião (ver anterior), acabou derrotado por cimbros e teutões na desastrosa Batalha de Aráusio; mesmo tendo perdido seu filho (que era um legado), foi processado e condenado ao exílio em 103 a.C. |
| 104 a.C.                | Transalpina                        | Caio Flávio Fímbria                | Assumiu o comando na Gália da guerra contra os cimbros e seus aliados; eleito cônsul in absentia; não se conhecem os seus atos, mas sabe-se que foi processado e absolvido |
| 102–101 a.C.            | Transalpina                        | Caio Mário                         | Como cônsul (nos dois anos), derrotou os teutões e os ambrões em duas batalhas perto de Água Sêxtia em 102; eleito cônsul novamente in absentia; recusou um triunfo em sua homenagem para se juntar a Cátulo (ver seguinte); derrotou os cimbros em 101 na Batalha de Vercelas; celebrou um triunfo por ambas as vitórias |
| 102–101 a.C.            | Cisalpina                          | Quinto Lutácio Cátulo              | Assumiu o comando na Itália contra os cimbros; recuou para além do Pó deixando posições fortificadas ao longo do Adige em 102 a.C.; juntou forças com Mário (ver anterior) em 101 a.C. como procônsul para derrotar os cimbros na Batalha de Vercelas; triunfou com Mário; construiu o Pórtico de Cátulo com o butim |
| 95 a.C.                 | Cisalpina                          | Quinto Múcio Cévola Pontífice      | Seu triunfo por sua vitória contra os piratas foi vetado (um fato raro) por seu colega Lúcio Licínio Crasso (ver seguinte); renunciou a sua província |
| 94 a.C.                 | "Gália", provavelmente a Cisalpina | Lúcio Licínio Crasso               | Procônsul |
| 91 a.C.                 | Narbonense                         | Marco Pórcio Catão                 | Morreu em sua província |
| 85?–81 a.C.             | Cisalpina (?), Transalpina         | Caio Valério Flaco                 | Governou a Hispânia Citerior e, possivelmente, a Ulterior também a partir de 92 a.C.; estava "firmemente instalado" na Transalpina em 85 a.C., possivelmente antes, sem necessariamente ter entregado a Hispânia; possivelmente também governador da Cisalpina. |
| 78 a.C.                 | Transalpina                        | Lúcio Mânlio                       | Derrotado em batalhas contra as forças de Quinto Sertório em sua província e na Hispânia |
| 77 a.C.                 | Transalpina                        | Marco Emílio Lépido                | Designado procônsul, mas pode nem ter entrado em sua província antes de morrer na Sardenha |
| 74–73 a.C.              | Cisalpina                          | Caio Aurélio Cota                  | Morreu no final de 74 ou início de 73 a.C. quando se preparava para celebrar um triunfo. |
| 77?/74?–74?/72? a.C.    | Transalpina                        | Marco Fonteio                      | Pretor em 75 a.C.; governador por três anos, provavelmente propretor; acusado pelos gauleses de extorsão, foi defendido com sucesso por Cícero |
| 72 a.C.                 | Cisalpina                          | Caio Cássio Longino                | Procônsul derrotado por Espártaco em Mutina |
| 67–65 a.C.              | Cisalpina, Transalpina             | Caio Calpúrnio Pisão               | Designado comandante proconsular de ambas as Gálias para esmagar uma revolta entre os alóbroges; acusado em 63 de extorsão pelos transpadanos |
| 64–início de 63 a.C.    | Transalpina                        | Lúcio Licínio Murena               | Retornou para Roma antes do final de seu mandato para concorrer ao consulado e deixou seu irmão no comando e Públio Clódio Pulcro para ajudá-lo |
| 62 a.C.                 | Cisalpina                          | Quinto Cecílio Metelo Céler        | Procônsul; Pretor em 63 a.C., lutou contra as forças de Catilina; Caio Antônio Híbrida, que era cocônsul com Cícero neste mesmo ano, recusou a Cisalpina e manipulou o processo de sorteio (sortitio) para ficar com a Macedônia para si e deixar a Cisalpina para Céler |
| 62–60 a.C.              | Transalpina                        | Caio Pontino                       | Sufocou mais uma revolta entre os alóbroges; em 59, Públio Vatínio, como tribuno da plebe, bloqueou suas tentativas de ter essas vitórias na Gália premiadas com um triunfo, que ele só conseguiu celebrar em 54 a.C. |
| 60 a.C.                 | Transalpina                        | Quinto Cecílio Metelo Céler        | Morreu em Roma antes de assumir seu mandato proconsular. |
| 59 a.C.                 | Cisalpina                          | Lúcio Afrânio                      | Nomeado governador proconsular, mas é possível que não tenha assumido o posto. |
| 58–47 a.C.              | Transalpina, Cisalpina             | Júlio César                        | Mandato de cinco anos de acordo com a Lex Vatinia, renovado em 55 a.C. pela Lex Pompeia Licinia; a data final estabelecida por esta última é tema de debates; seja qual for, em algum momento em 49 a.C., sua recusa em devolver sua província tornou-se inquestionavelmente um desafio à lei. |
| 49 a.C.                 | Cisalpina                          | Marco Consídio Noniano             | Designado propretor para suceder o rebelde Júlio César |
| 49 a.C.                 | Transalpina                        | Lúcio Domício Enobarbo             | Designado para suceder César como procônsul, mas foi capturado por ele logo no começo da guerra civil. |
| 48–46 a.C.              | Transalpina                        | Décimo Júnio Bruto Albino          | Colocado no comando por César, provavelmente como legado propretor; em 46 a.C., sufocou uma "revolta" dos belóvacos na Gália Bélgica, que não foi formalmente organizada como uma província na época; serviu com distinção sob César durante as Guerras Gálicas. |
| 46–primavera de 45 a.C. | Cisalpina                          | Marco Júnio Bruto                  | Colocado no comando por César, provavelmente como legado propretor. |
| 45 a.C.                 | Transalpina                        | Aulo Hírcio                        | Especificamente incluindo a Narbonense. |
| 45–início de 44 a.C.    | Cisalpina                          | Caio Víbio Pansa Cetroniano\|      | |
| 44–43 a.C.              | Narbonense; Hispânia Citerior      | Marco Emílio Lépido                | Procônsul nomeado por César |
| 44–43 a.C.              | Transalpina                        | Lúcio Munácio Planco               | Nomeado por César como procônsul, excluindo a Narbonense |
| 44–43 a.C.              | Cisalpina                          | Décimo Júnio Bruto Albino          | Nomeado procônsul por César antes de seu assassinato (do qual Bruto participou), assumiu seu posto no começo de abril e defendeu-o militarmente; aclamado imperator por suas vitórias contra as tribos alpinas; defendeu sua província contra Marco Antônio na Guerra de Mutina, onde ficou cercado durante o inverno; preso em nome de Antônio e executado por um líder celta. |
| 44–42 a.C.              | Cisalpina, Transalpina             | Marco Antônio                      | Procônsul a partir de 1 de junho de 44 a.C., provavelmente para um mandato de cinco anos. |

## Final do período republicano
Durante o tumultuado período que se seguiu ao assassinato de Júlio César e que marcou a ascendência do Segundo Triunvirato, a Gália passou pela mão de vários comandantes até que finalmente Marco Vipsânio Agripa chegou à região como procônsul, em 39 a.C., para pacificar a região. Depois disto, Broughton não lista mais nenhum governador até 31 a.C., data do final de sua obra. Augusto começou a reorganizar a Gália Transalpina e seus territórios recém-conquistados em províncias em 27 a.C..